# RNE 라디오 나시오날
라디오 나시오날은 스페인의 공영 방송 RTVE(RNE)의 주요 라디오 방송국의 하나이다. 주로 뉴스, 시사, 스포츠를 비롯한 종합 편성을 하고 있다. 이벤트 관련 특별 방송 및 사회 문제에 관련된 토론 프로그램도 방송한다.
라디오 나시오날의 전신은 라디오 나시오날 데 에스파냐(Radio Nacional de España)로 1937년 스페인 내전 당시 프랑코의 선전 부서에서 운영하는 라디오 방송국으로 시작되었다. RNE는 보도 독점과 함께 프랑코 정권의 선전과 연설 "카우디요(Caudillo)", 군 행사 및 종교 축제를 방송하였다. 그 외에 라디오 드라마 등 다양한 내용도 방송하였다.
1965년에는 클래식 음악 방송인 « Segundo programa de RNE »(현 RNE 라디오 클라시카)가 개국하면서, 기존의 라디오 나시오날은 « Primer programa de RNE »이란 이름으로 바뀌었다.
검열은 1966년 마누엘 프라가(Manuel Fraga)가 언론에 대한 새로운 법안을 발표할때까지 엄격하게 유지되었다. 1975년 11월 프랑코의 죽음 이후 스페인의 민주화가 이루어지면서 다른 방송국의 RNE 뉴스 방송 의무 전송을 종료하였다.
1988년에서 1999년까지는 RNE 1, 1999년에서 2008년까지는 라디오 1(Radio 1)이라고 불렀다.

## 주파수 정보
| 도시                | AM (kHz) | FM (MHz) |
| ------------------- | -------- | -------- |
| 라코루냐            | 639      | 100.4    |
| 알리칸테            | 729      | 105.2    |
| 바르셀로나          | 738      | 88.3     |
| 빌바오              | 639      | 100.7    |
| 코르도바            | 684      | 92.2     |
| 라스팔마스          | 576      | 92.8     |
| 로그로뇨            | 729      | 102.0    |
| 마드리드            | 585      | 88.2     |
| 말라가              | 729      | 106.6    |
| 무르시아            | 855      | 101.7    |
| 오비에도            | 729      | 89.4     |
| 팔마데마요르카      | 621      | 90.1     |
| 팜플로나            | 855      | 106.1    |
| 산탄데르            | 855      | 96.9     |
| 세비야              | 684      | 91.2     |
| 발렌시아            | 774      | 89.8     |
| 바야돌리드          | 729      | 97.3     |
| 비고                | 855      | 90.1     |
| 비토리아-가스테이스 | 612      | 92.5     |
| 사라고사            | 639      | 104.4    |

## 로고 연혁
| 1988년 ~ 1999년 | 1999년 ~ 2008년 | 2008년 ~ 현재 |
| --------------- | --------------- | ------------- |

## 같이 보기
- RNE